# Jana Dolenc
Jana Dolenc, slovenska slikarka in ilustratorka, * 2. maj 1964, Ljubljana.
Rodila se je v družini slavista Janeza in učiteljice Rafaele Dolenc, rojene Kovačič. Osnovno šolo in gimnazijo je obiskovala v Tolminu. Leta 1983 se je vpisala na ljubljansko Akademijo za likovno umetnost in oblikovanje, kjer je pri K. Mešku in M. Krašovec študirala slikarstvo. Diplomirala je leta 1988. V letih 1988-90 je kot samostojni kulturni delavec vodila tečaje za likovne amaterje pri Zvezi kulturnih organizacij v Tolminu. Že kot študentka je ilustrirala Tuškove Pripovedke z Martinj Vrha (COBISS), Tolminske pravljice(COBISS), Bevkove Tri povesti o tolminskih grofih(COBISS) in še nekatera druga dela. 